# STS-44
STS-44 foi uma missão da nave Atlantis, lançada em novembro de 1991, para o Departamento de Defesa dos Estados Unidos.

## Tripulação
| Posição                  | Astronauta        |
| ------------------------ | ----------------- |
| Comandante               | Frederick Gregory |
| Piloto                   | Terence Henricks  |
| Especialista de missão 1 | Story Musgrave    |
| Especialista de missão 2 | Mario Runco Jr.   |
| Especialista de missão 3 | James Voss        |
| Especialista de carga 1  | Thomas Hennen     |

## Principais fatos
O lançamento da missão ocorreu em 24 de Novembro de 1991, às 6:44:00 p.m. EST. O lançamento planejado para 19 de Novembro foi adiado devido a um mal-funcionamento na unidade de medição inercial redundante no foguete do Estágio Superior Inercial do satélite do programa Defesa de Suporte. A unidade foi substituída e testada. O lançamento foi marcado para o dia 24 de Fevereiro, tendo atrasado em 13 minutos para permitir que uma nave espacial orbitante passasse e para permitir o reabastecimento dos tanques externos de oxigênio líquido após alguns reparos na válvula do sistema de abastecimento da plataforma de lançamento. O peso no lançamento foi de 259 629 lb (117,766 kg).
Esta foi uma missão dedicada ao Departamento de Defesa dos Estados Unidos. A carga não classificada incluía o satélite do Programa de Suporte de Defesa (DSP) e o Estágio Superior Inercial (IUS) acoplado, que foi lançado no primeiro dia de vôo. As cargas do compartimento de carga e do compartimento mediano foram: 
- Interim Operational Contamination Monitor(IOCM)
- Terra Scout
- Homem militar no espaço (M88-1)
- Sistema Óptico da Força Aérea de Maui (AMOS)
- Monitor de Efeitos e Ativação da Radiação (CREAM);
- Monitor de Ativação do Ônibus Espacial (SAM)
- Equipamento de Monitoração de Radiação III (RME III)
- Visual Function Tester-1 (VFT-1)
- Ultraviolet Plume Instrument (UVPI)
- Experimento de Fluxo de Biorreator e Trajetória de Partículas
- Extended Duration Orbiter Medical Project, uma série de investigação em suporte a um orbitador de duração estendida.

A aterrissagem ocorreu em 1 de Dezembro de 1991, às 2:34:44 p.m. PST, na pista 5 da Base Aérea de Edwards, na Califórnia. A distância de rolagem foi de: 11 191 pés. O tempo de rolagem foi de 107 segundos. A aterrissagem havia sido originalmente planejada para ocorrer no Centro Espacial John F. Kennedy em 4 de Dezembro, porém a missão de dez dias foi reduzida e a aterrissagem replanejada para o dia 30 de Novembro devido a uma falha das unidades de medição inercial a bordo. Foi realizada um longa rolagem devido a uma frenagem mínima para a realização de testes. O ônibus espacial retornou ao Centro Espacial Kennedy em 8 de Dezembro. O peso na aterrissagem foi de 193 825 lb (87 918 kg).